# Голлизм
Голли́зм (фр. gaullisme) — французская политическая идеология, основанная на идеях и действиях генерала Шарля де Голля.
Основной идеей голлизма является независимость Франции от любой иностранной державы и самостоятельность во внешней политике, но голлизм касается также общественного и экономического устройства: характерными чертами голлизма можно назвать консерватизм в социальных вопросах и дирижизм в экономических. Голлизм обычно считается правой идеологией.
Смысл слова «голлизм» менялся с течением времени. Первоначально, во время Второй мировой войны, «голлистами» называли участников Движения Сопротивления. Такое обозначение использовалось, главным образом, немецкими властями и режимом Виши. После Освобождения термин «голлизм» приобретает более политический смысл, берущий начало от политических идей генерала де Голля и его сторонников, в противоположность другим партиям и политическим идеологиям.
Эмблемой голлизма является лотарингский крест.

## Основные принципы голлизма

### Голлистский «прагматизм»
Генерал де Голль был не идеологом, а прежде всего прагматиком, который адаптировал методы своих действий к обстоятельствам, сохраняя лишь несколько нематериальных принципов для постановки целей, которые должны быть достигнуты. Тем не менее, по каждой из тем, которые он выдвигает (независимость, дипломатия, конституция, социальная сфера, место сотрудников в компании), все его выборы, цели и средства их достижения формируют действительно политическую доктрину.

### Мысль, питаемая патриотизмом
Голлизм — это, прежде всего, философия, несущая «определенное представление о Франции». Он начинается со следующих наблюдений:
- Франция является одной из самых важных стран западного мира. Де Голль ценит в частности важные моменты, по его мнению, истории Франции, во время которых Франция стремилась к общей судьбе. В частности, он вспоминает о крестовых походах и рыцарстве, Великом веке Людовика XIV и влиянии французской культуры на всю Европу, Французской революции и Вальми;
- И наоборот, Франция будет постоянно испытывать искушение вернуться к своим внутренним спорам (политическим, социальным, интеллектуальным), которые, согласно голлистскому видению, вернут её на путь упадка.

Следовательно, для того, чтобы она могла проявить себя наилучшим образом и взять на себя руководство нациями, Франция должна, согласно де Голлю, быть постоянно объединённой лидером, государством или проектом и артикулирована адекватными политическими (эффективный баланс сил), экономическими (план) и социальными (участие) институтами, чтобы избежать внутренней борьбы.
В рамках голлизма эта философия сочетается с гуманистическим и социальным видением, наследием христианства. Шарль де Голль действительно в своём образовании и жизненных испытаниях был очень отмечен учением социального католицизма, особенно под влиянием своего отца Анри де Голля. 4 января 1948 года де Голль таким образом выступил: «Есть только единственная ссора, которая стоит внимания, (…) это ссора между людьми». Этот социальный голлизм является одновременно:
— целью величия Франции, поскольку послание, которое Франция несет в мир, является гуманистическим;
— следствие через социальную политику, главной целью которой является объединение нации.

### Основные элементы голлизма

#### Голлизм и вопрос о французском суверенитете
На политическом уровне традиционный голлизм выступает за:
- Независимость Франции путём отказа от её «вассализации» наднациональными организациями (ООН, Европейское сообщество, НАТО), сверхдержавами (США) или экономическими и финансовыми кругами. Эту независимость защищает голлизм в политической, экономической, культурной, дипломатической и военной областях.
- В более широком смысле уважение во всем мире к нациям, культурным образованиям, сформированным историей, и оплоту народов против империализма, см. выступления о свободном Квебеке, о войне во Вьетнаме (выступление в Пномпене) и т. д.

#### Голлистское видение конституции
- Сильная и стабильная исполнительная власть, в которой Президент Республики играет ключевую роль.
- Прямая связь между вождём и народом, проходящая над промежуточными органами (избрание главы государства прямым всеобщим голосованием, частое обращение к референдуму и т. д .).
- Отказ от правительства судей. Де Голль говорил: «Во Франции [единственным] верховным судом является народ»[2]. Первоначально роль Конституционного совета сводилась к недопущению перехода от парламентского режима к режиму собраний, но не к навязыванию своего видения основных прав избранным органам народа.
- О методе: прагматизм и отказ от идеологических оков во имя достижения поставленных целей: независимость и влияние Франции в мире, внутреннее единство Франции на службе патриотического проекта.

#### Голлизм и экономика
Голлизм стремится объединить рыночную экономику и интервенционизм. Таким образом, он отвергает капитализм и коммунизм, крайности которых он осуждает. Поэтому де Голль выступает за поиск экономического и социального «третьего пути», который позволил бы избежать эксплуатации человека человеком. Помимо расширенной социальной защиты, которую он внедрил в Liberation, де Голль поддерживал участие служащих в прибылях, решениях и собственности компании, также называемой ассоциацией капитала и труда, концепция, заимствованная у Фредерика Ле Пле. Эта политика должна была примирить французов между собой и привести как к справедливости, так и к эффективности.
Государство играет важную роль в видении генерала де Голля. При его правительствах экономика ориентировалась государством на опережающее развитие: планирование, региональное развитие, крупные общественные проекты, перераспределение.
Тем не менее де Голль тесно сотрудничал с либеральными экономистами, в том числе с Жаком Рюэфом, который разработал политику нового франка и стоял за планом Пине — Рюэфа по модернизации экономики в 1958 году.

#### Де Голль и социальные вопросы
- Определённый общественный консерватизм: де Голль был против абортов (но именно при его президентстве законом Нойвирта были разрешены противозачаточные таблетки) и за смертную казнь (но он помиловал всех женщин, приговорённых к смертной казни)[5][6].

### Правый и левый голлизмы
У де Голля было стремление объединить всех французов за пределами разделения на левых и правых, что является источником разделения и упадка для страны. Несмотря на политическое единство внутри семьи голлистов, внутренние тенденции всегда существовали, что порождало голлизм слева и голлизм справа, в зависимости от происхождения каждого из них.

#### Левый голлизм (или социальный голлизм)
Левое крыло голлизма берет свое начало в авантюре Свободной Франции, когда к генералу де Голлю присоединились левые фигуры, такие как Жорж Борис или Пьер-Оливье Лапье. В Освобождении эти сторонники левого крыла выступали за организацию правительства священного союза, объединяющего коммунистов и голлистов, но генерал де Голль оставил власть из-за политических разногласий с левыми в январе 1946 года.
Когда генерал де Голль создал свою партию (Объединение французского народа) в апреле 1947 года, он наделил ее левым крылом, «Рабочее действие», куда объединились такие личности, как Рене Капитан, Луи Валлон и Жак Бомель. Однако это левое крыло составляло меньшинство, потому что голлизм Четвёртой республики изначально был построен в оппозиции к коммунизму. Однако она подхватила тезис о «третьем общественном пути» через «объединение капитала и труда».
В 1958 г. защитники этого «социал-голлизма» участвовали в возвращении генерала де Голля к власти через различные формирования, такие как Центр республиканских реформ, а затем Демократический рабочий союз. Затем они становятся защитниками теории панкапитализма Марселя Луашо, который планирует постепенно, посредством практики большого распределения акций, вернуть капитал компаний в руки своих сотрудников, что позволит им войти в правление директоров и участвовать в принятии решений (так называемый принцип «участия»). Пьер Бийот, Жан де Липковски или Филипп Дешартр тогда были великими ораторами.
В мае 1968 года некоторые из этих социал-голлистов вступили в оппозицию политике правительства — например, Эдгар Пизани, который отказался голосовать за доверие правительству — и затем взяли себе имя «левых голлистов», чтобы защитить идею о том, что французские левые отстаивали наследие голлистов лучше, чем правые помпидолианцы (Рене Капитан, Луи Валлон, Жак Дауэр). Левые голлисты набрали силу после изгнания Жака Шабан-Дельмаса (у которого были советниками Симон Нора или Жак Делор) из Матиньона в 1972 году. Затем они считали, что голлистское движение превратилось в либерализм, отклонившийся от первоначального духа голлизма.
Таким образом, после 1974 года сосуществовали два течения: социал-голлисты, которые вместе с Жаком Шираком и в рамках «Объединения в поддержку Республики» хотели защитить социальную тенденцию голлизма (Кристиан Понселе, Филипп Сеген), и левые голлисты, выступавшие против «правого» голлизма и сплачивали левых по случаю различных выборов, вплоть до президентских выборов Франсуа Миттерана в 1981 году (Жан Шарбоннель, Оливье Стирн).
В 1992 г. с Маастрихтской кампанией левое крыло голлизма по большей части перешло в лагерь суверенистов, критически настроенных по отношению к либеральной и наднациональной Европе.

#### Анархо-голлизм
Относятся: журнал Combat, Роже Нимье, Жан Дютур, Пьер Шани, Эммануэль Лежар. Немецкие оккупанты были, по словам полковника Реми, первыми, кто использовал слово анархо-голлист для обозначения бойцов сопротивления, которые действительно считали, согласно их лозунгу, что в нелегитимном государстве, служащем интересам врага, «Повиноваться — значит предать. Не повиноваться — значит служить».

## История голлизма

### Голлизм военного времени (1940—1944)
Голлизм зародился во время войны как движение сопротивления. Затем он собрал вокруг генерала де Голля людей всех политических течений, которые хотели оказать ему поддержку в продолжении борьбы против Гитлера и фашизма вместе с союзниками и отвергнуть перемирие, заключенное маршалом Петеном. С июля по октябрь 1940 года де Голль отвергал репрессивные законы о статусе евреев, критикуя их нелегитимность. После войны имели место доктринерские дебаты политической философии, касающиеся различия между «легальными» законами и «легитимными» законами.
Таким образом, репрессивные и расистские законы Виши были, например, законными в юридическом смысле и конституционными по отношению к иерархии норм. Но, по мнению де Голля, им не хватало легитимности.
Голлисты, которые затем могли присоединиться к британским территориям, поступили на службу в Свободные французские силы и стали сражаться вместе с союзниками, или они вызвали сплочение различных французских колоний, которые вступили в войну под властью де Голля.
Другие голлисты, те, кто не смог присоединиться к нему (то есть большинство), остались на территориях, управляемых Виши, где некоторые из них организовали пропагандистские, разведывательные или диверсионные сети против оккупантов. В конце концов, все эти организации сопротивления были объединены Жаном Муленом в Национальный совет сопротивления (CNR) по приказу генерала де Голля, который преобразовал свое движение из «Свободной Франции» в «Сражающуюся Францию», чтобы объединить борцов сопротивления извне и внутри.
Но де Голль не довольствовался сохранением части французов в борьбе с немецкими оккупантами: он также делал всё для восстановления французского суверенитета в лагере союзников, против определённого давления со стороны английских и особенно американских правителей, которые долго разыгрывали карту Виши против него.
Во время Освобождения французское Сопротивление умножило свои действия и парализовало попытки немецкого ответа на высадку. Что же касается французского населения, то оно с триумфом приветствовало де Голля, тем самым вынудив Рузвельта окончательно признать временное правительство, установленное во Франции де Голлем.

### Голлизм при Четвёртой республике
Но де Голль, достигнув своей цели войны и восстановив демократию, подверг критике партийную систему, которая, по его мнению, была источником слабости Франции до войны, и выступил за установление системы, сочетающей демократию с сильной исполнительной властью.
Политические партии, объекты его критики, защищались, и, посчитав неспособным применить свою программу, он был вынужден уйти в отставку.
Тогда «голлизм» приобрел другое значение: он перестал быть движением сопротивления и восстановлением демократии. Голлизм стал политическим движением, решившим поддержать идеи Шарля де Голля о необходимости сильной демократической власти, к которым был добавлен социальный компонент: стремление связать капитал и труд. Некоторые бывшие вишисты присоединились к голлизму, как и бывшие коммунистические кадры, в то время как некоторые из его товарищей по Свободной Франции и сопротивлению, занявшие позицию слева, боролись с его Объединением французского народа (RPF).
Поскольку Четвёртая республика быстро развивалась в направлении режима, в котором доминировало Собрание, а недолговечные коалиционные правительства не могли принимать решения, голлисты безжалостно боролись с ней, иногда связывая свои голоса в парламенте с голосами коммунистов.
Но режим Четвёртой республики был ослаблен неспособностью ее коалиционных правительств решить проблемы деколонизации. После начала Председателя Совета министров Пьера Мендеса-Франса (бывшего лётчика Свободной Франции, затем министра де Голля в Алжирском комитете (ФКНО) и временном правительстве), которому удалось положить конец войне Франции в Индокитае и провести деколонизацию Туниса, 4-я Республика будто бы «замерла в неподвижности»: алжирское восстание привело к военным репрессиям, затем разводу с метрополией не только с туземцами, но и с французами в Алжире, вплоть до попытки государственного переворота 13 мая 1958 г. устроенного в Алжире правыми и крайне правыми активистами и армией, поощряемой местным французским населением.
Центральное правительство не смогло ответить на этот шаг и сделало вид, что взяло его под свою эгиду, назначив союзного повстанцам главнокомандующего Салана своим представителем в Алжире.
Генерал де Голль, бывший освободитель, тогда многим казался единственным выходом. Это привело к тому, что президент Республики Рене Коти позвал его на пост Председателя Совета в 1958 году.

## Голлистские партии и движения
С конца 1940-х годов во Франции под разными названиями существует крупная голлистская партия, играющая одну из ключевых ролей в политической жизни страны.

### Партия во главе с Шарлем де Голлем (1947—1955)
- Объединение французского народа (фр. Rassemblement du peuple français, RPF), основанное и возглавляемое генералом де Голлем с 1947 года. Распущено в 1955 году.

### Голлистские движения после де Голля

#### Прямые правопреемники (1958—2002)
У них было несколько названий в зависимости от эпохи. Руководящую роль играли ведущие бароны голлизма — Мишель Дебре, Жак Фоккар, Жорж Помпиду, Пьер Лефран, Жак Шабан-Дельмас, Роже Фрей, Оливье Гишар.
- Союз в поддержку новой республики (фр. Union pour la Nouvelle République, UNR) (1958—1967) и Демократический союз труда[фр.] (фр. Union démocratique du travail, UDT) (1959—1967), левое голлистское движение. Эти две партии объединены под аббревиатурой UNR-UDT (1962—1967). Эти партии поддерживают политику генерала де Голля после его возвращения к власти.
- Союз демократов в поддержку Пятой республики (фр. Union des Démocrates pour la Ve République, UDVe) (1967—1968), слияние двух предыдущих партий.
- Союз демократов в поддержку республики (фр. Union des Démocrates pour la République, UDR) (1968—1976)[15]. Всего через год после слияния партия UDVe сменила название на UDR.
- Объединение в поддержку республики (фр. Rassemblement pour la République, RPR) (1976—2002). Жак Ширак преобразовал UDR в RPR и был её председателем до 1994 года. В 2002 году именно под его руководством был создан UMP.
  - Национальная ассоциация поддержки действий генерала де Голля (фр. L’Association nationale pour le soutien de l’action du général de Gaulle) — массовое движение сторонников де Голля, преимущественно правых консерваторов. Лидер — Пьер Лефран.
  - Служба гражданского действия (фр. Service d'Action Civique, SAC) (1960—1982) — структура охраны и безопасности, ориентированная лично на де Голля и голлистские политические организации. Основана близкими соратниками де Голля Жаком Фоккаром, Пьером Дебизе, Полем Комити. Комплектовалась в основном из бывших бойцов Сопротивления. Активно участвовала в уличном силовом противостоянии с левыми и коммунистами.
  - Движение за сообщество (фр. Mouvement pour la communauté) (1959—1966) — левоголлистская организация, активно участвовала в силовом подавлении ОАС на завершающем этапе Алжирской войны. Лидеры — Жак Доэр, Люсьен Биттерлен.
  - Комитеты защиты республики (фр. Comités pour la défense de la République) (1968—1976) — сетевое объединение консервативных голлистских организаций, формировались по территориально-производственному принципу. Созданы по инициативе Фоккара при активном участии SAC, лидеры — Пьер Лефран, Жак Годфрен, Робер Галлей.
  - Национальный межуниверситетский союз (фр. Union nationale inter-universitaire) (с 1969). Правоконсервативная студенческая организация, созданная для противостояния леворадикальным тенденциям Красного мая. Тесно сотрудничала с SAC, в создании активно участвовали Фоккар и Дебизе. Лидеры — Сюзанна Мартон, Жак Ружо.
  - Французская конфедерация труда (фр. Confédération française du travail, CFT) (1959—2002) — корпоративистское профсоюзное объединение, тесно связанное с голлистскими партиями с SAC, лидеры — Жак Симакис, Огюст Блан.
  - Движение инициативы и свободы (фр. Mouvement initiative et liberté, MIL) (c 1981). Создана активистами SAC по инициативе Фоккара и Дебизе для борьбы с «социал-коммунистическим правительством» после избрания президентом социалиста Миттерана. Стоит на ортодоксальных позициях «жёсткого голлизма».

#### Неоголлизм 1970-х
Однако преемники Шарля де Голля — Жорж Помпиду, Жак Ширак — нормализовали голлистскую программу, более или менее совместив её с программой европейских правых (либеральный капитализм, атлантизм, наднациональная Европа и т. д.). Тогда мы иногда говорим о «неоголлизме», а не о голлизме. Таким образом, современный неоголлизм сохранил от голлизма только идею сильной Франции в составе независимой Европы.
Неоголлизм преобладает в RPR, затем в UMP до 2004 года, с Жаком Шираком, Аленом Жюппе и Домиником де Вильпеном. Первоначально близкий к традиционному голлизму в первые годы своего существования, в начале 1980-х годов он занял правую позицию, приняв экономический либерализм, затем объединившись в европейское строительство в рамках стратегии коалиции с Союзом за французскую демократию. Привязанный к национальному суверенитету, он защищает идею политической Европы, независимой и «отличной» от США державы, Европы межгосударственного сотрудничества. Пройдя обучение в «школе Помпиду», некоторых ее представителей иногда называют «помпидолийцами». Разделенный между «ширакианцами» и «балладурианцами» во время президентских выборов 1995 г., это течение привело к тому, что первые снова поставили в центр внимания социальные или государственнические тезисы, а вторые заняли либеральную и консервативную позицию. Отдавая предпочтение прагматическому подходу к осуществлению власти, также вдохновленному гуманистическими ценностями, унаследованными от радикализма или самого голлизма, он впоследствии стремился вместе с Жаком Шираком и внутри UMP продвигать роль государства, сталкивающегося с вызовами глобализации.

#### Либеральная и европейская конверсия (1980—1990-е годы)
Фундаментальные изменения произошли в годы президентства Жоржа Помпиду и Валери Жискара д’Эстена и продолжились в первой половине 1980-х годов. Быстрое распространение в мире идей экономического либерализма по британскому (1979) и американскому (1980) образцам, а также идеологическое противостояние с социалистическими правительствами периода президентства Франсуа Миттерана (после 1981) привели к присоединению большинство RPR к экономическому либерализму. Меры правительства Жака Ширака с 1986 по 1988 год, в частности, под влиянием Эдуара Балладюра, являются иллюстрацией этого. Вторым крупным изменением стало официальное обращение RPR к европейской интеграции вслед за эволюцией Жака Ширака в этом вопросе: лицо, подписавшее Кочинское обращение (1979), возглавило кампанию в пользу Маастрихтского договора (1992), против позиций Шарля Паскуа и Филиппа Сегена.
Затем RPR объединила три тенденции:
- Либеральное крыло (Эдуар Балладюр, Николя Саркози), чьи либеральные, европейские и атлантистские идеи больше не сильно отличались от идей классических либеральных правых, отождествлялось с Союзом за французскую демократию.
- Классическое голлистское крыло (Шарль Паскуа, Филипп Сеген), одновременно более социальное и «суверенистское», близкое к историческому голлизму 1950—1960-х годов.
- «Центр», воплощенный Жаком Шираком, который колеблется между либерализмом и позицией, унаследованной от радикализма и голлизма.

Лоран де Буасье отмечает «прогрессивное принятие европейской конструкции наднационального характера голлистами, а затем особенно неоголлистами. Решительно выступая против договоров о создании ЕОУС (1951), ЕОС (1954) и, наконец, ЕЭС (1957), они почти единогласно проголосовали за Единый европейский акт в ноябре 1986 г., и с тех пор становятся всё более и более краткими меньшинствами выступающими против процессов ратификации Маастрихтского договора 1992 года и Амстердамского договора 1999 года». Он отмечает, что «сплочение избранной RPR в группу ЕНП является кульминацией идеологической мутации неоголлистов».
Гаэль Брустье считает, что правые «меняют траекторию, которая была их собственной» во время суда присяжных RPR в Ле-Бурже (февраль 1990), который видел, как предложение Жака Ширака — Алена Жюппе победило с двумя третями голосов против Филиппа Сегена и Шарля Паскуа.

## Влияние идеологии голлизма на внешнюю политику Франции в период холодной войны

### Взгляды Шарля де Голля на внешнюю политику
Основная идея генерала де Голля заключалась в приверженности национальному суверенитету Республики. Целью его правления стало восстановление «величия Франции» через проведение независимой внешней политики. Будучи антиатлантистом и противником американской гегемонии в мире, де Голль заявлял:

Можете быть уверены, что американцы совершат все глупости, которые смогут придумать, плюс ещё несколько таких, какие и вообразить невозможно.
Помимо вопроса о независимости Франции во внешней политике, де Голль имел своё мнение по проблемам сохранения французских колониальных владений и отношений с СССР, а также имел собственное представление о перспективах европейской интеграции.
Шарль де Голль, а за ним и другие голлисты выступали за реальное демократическое развитие в глобальном масштабе, но при этом защищали принцип свободного самоопределения народов (что затем отразилось в трансформации колониальной политики Франции и создании Французского сообщества).
Во время наиболее острого периода холодной войны генерал де Голль проводил внешнюю политику, руководствуясь исключительно своими принципами и идеалами.

### Практическая реализация голлизма во внешней политике
Идеи Шарля де Голля серьёзно повлияли на внешнеполитический курс Франции в рамках биполярной Ялтинско-потсдамской системы международных отношений.
После того, как Франция приняла американскую помощь по принятому в 1947 году плану Маршалла, стала членом ОЭСР, в 1949 году вошла в НАТО (штаб-квартира которого первоначально располагалась в Париже), казалось, что она останется таким же надёжным сателлитом Соединённых Штатов в рамках капиталистического блока, каким стала Великобритания. Однако с приходом к власти де Голля и установлением в 1958 году Пятой французской республики произошла коррекция политического курса в сторону постепенного отказа от атлантизма.
Первым признаком стал личный отказ генерала де Голля рассмотреть вопрос о присоединении Великобритании к европейским интеграционным структурам (то есть к уже существовавшим на тот момент Европейскому объединению угля и стали, Европейскому экономическому сообществу и Евратому). В 1961 году французский президент в первый раз заблокировал британскую заявку, такая же ситуация повторилась и в 1967 году.
В 1960 году, в период президентства де Голля, Франция стала ядерной державой, проведя успешное испытание ядерного оружия.
Неоколониальные идеи генерала де Голля нашли своё отражение в Эвианских соглашениях 1962 года, положивших конец кровопролитной войне за независимость Алжира
Ещё более весомым шагом стал отказ от доллара в международных расчётах и попытка потребовать у США обмена наличной валюты на золото в 1965 году, что в долгосрочной перспективе привело к запрету конвертации доллара в золото по официальному курсу, девальвации американской валюты в 1971 году и краху Бреттон-Вудской валютной системы. В 1966 году Франция вышла из военной организации НАТО (в связи с чем штаб-квартира организации была перемещена в Брюссель), что, с одной стороны, негативно сказалось на отношениях Франции с западными союзниками, но с другой, вновь сделало из Франции самостоятельного политического игрока, восстановив её влияние на мировой арене, существенно снизившееся в результате Второй мировой войны.
Франция осудила агрессию США во Вьетнаме. Будучи убеждённым антикоммунистом, де Голль, тем не менее, пошёл на улучшение отношений с СССР, с которым был подписан договор по научным связям.
После смерти де Голля в 1970 году влияние голлизма на французскую внешнюю политику ослабло. С приходом в 1974 году к власти Валери Жискар д'Эстена произошёл неолиберальный «идеологический поворот», что сказалось и на внешней политике. Хотя Франция вернулась в военные структуры НАТО лишь в 2009 году, она стала действовать в рамках правил игры, сформулированных США, в том числе в рамках новой финансово-экономической модели («рейганомики»), поддерживала американские действия на международной арене, позволила Великобритании и другим странам Ассоциации свободной торговли присоединиться к Европейским сообществам. Эпоха голлизма в период биполярного противостояния завершилась.